# Yohanan Zarai
Yohanan Zarai (en hebreo: יוחנן זראי‎); (Budapest, Hungría, 14 de febrero de 1929 – Países Bajos, 29 de diciembre de 2016) fue un compositor israelí, activo en las décadas de los 50 y 60 del siglo XX.

## Biografía
Zerai nació en Budapest, Hungría. Según su testimonio, desde niño se sintió atraído por tocar el piano luego de escuchar las historias de su padre, periodista de profesión, quien trabajaba como secretario de Gustav Mahler. Su tío es Zerkovitz Béla, un exitoso y conocido compositor en Hungría.[cita requerida] Su abuela estudió canto y desarrollo de la voz con Carl Goldmark. Sobrevivió al Holocausto después de estar en un gueto y un campo de concentración en el oeste de Hungría, se salvó de la marcha de la muerte a Mauthausen utilizando documentos falsificados y también contribuyó al rescate de sus padres. Después del Holocausto estudió en la Academia de Música de Budapest y Austria.
Emigró a Israel en 1950. Vivió en Yafo y Ein Gev y enseñó en la Academia de Música de Jerusalén.
Compuso una gran cantidad de canciones para varias bandas militares, entre las que se incluyen "Viento otoñal", "Un alto y dos pequeños", "Estrella del Norte"; y las canciones conmemorativas "Mi hermano menor Yehuda" y "El que soñó". Trabajó en Kol Israel dirigiendo y creando música para muchos programas de radio.
Compuso música y canciones para obras de teatro y películas israelíes, entre otras cosas trabajó junto con la compositora Naomi Shemer en la creación de las canciones y la producción musical del musical "Cinco-cinco" y compuso la banda sonora de la película "Saleh Shabbati" con las canciones "Para mí y para ti" y "El viejo mesías", la banda sonora de la película "¿Está Tel Aviv en llamas?", y la banda sonora de las películas "Milagro en la Ciudad" y "La Píldora".
Durante los años sesenta compuso canciones para artistas destacados y colaboró mucho con los compositores Haim Hefer y Didi Manousi. Entre sus canciones: "Si solo vienes a las cinco", "Una vieja cabaña", "Déjame terminar una palabra" y "La manzana dorada" interpretada por el Trio Gesher Yarakon, "La canción de la locomotora", "La roca roja", "Canción de otoño", "Por qué no me dijiste" y "La canción del eco", interpretada por Eric Lavi. Algunas de sus canciones fueron interpretadas por su esposa, la cantante Rika Zarai, cuyos éxitos incluyeron "Jardin de sicómoros" y "La voz de Orlogin".
En 1971 emigró a Colonia, Alemania, siguiendo una invitación para crear música experimental combinada con videoarte. Más tarde, trabajó allí en musicoterapia con niños heridos y conoció a su tercera esposa, Rosemary. En 1992 se mudó a los Países Bajos. En mayo de 2010, el Teatro de Cámara celebró un espectáculo homenaje a Zarai.
Estuvo casado con la cantante Rika Zarai desde finales de la década de 1950 hasta su divorcio a principios de la década de 1970. En 1959 tuvieron una hija, Yael. Murió el 29 de diciembre de 2016 en los Países Bajos.